# Alexander Tachie-Mensah
Alexander „Alex“ Tachie-Mensah (* 15. Februar 1977 in Accra) ist ein ehemaliger ghanaischer Fußballspieler. Er war primär Stürmer, konnte aber auch im Mittelfeld eingesetzt werden.
Er begann seine Karriere in Ghana bei den Dwarfs, bevor er 2000 in die höchste Schweizer Spielklasse zu Neuchâtel Xamax wechselte. 2002 wechselte er dann zum FC St. Gallen. In der Schweiz konnte er insgesamt 75 Tore in 190 Erstligaspielen erzielen.
Er spielte bereits am Weihnachtstag 2001 gegen die Auswahl Malis erstmals für die Nationalmannschaft seiner Heimat, sowie beim Afrika-Cup 2002, doch kam er danach sehr selten zum Einsatz, so war er weder im Kader für den Afrika-Cup 2006 noch bestritt er ein einziges Qualifikationsspiel für die Weltmeisterschaft 2006; trotzdem wurde Tachie-Mensah in das Aufgebot seiner Heimat für die WM 2006 berufen. Dort kam er zu drei Kurzeinsätzen, unter anderem im Achtelfinale gegen Brasilien.
Am 9. Juni 2009 gab Tachie-Mensah seinen Rücktritt bekannt. Nach einer Luxationsfraktur und später einem Infekt kam es jeweils zu keinem richtigen Comeback mehr, weil die Klubärzte die Rückkehr in den Spitzensport nicht mehr garantieren konnten. Tachie-Mensah musste seine Karriere beenden.
Nach seinem Karriereende arbeitete er von 2009 bis Sommer 2011 als Jugendtrainer beim FC Frauenfeld.
Seit Sommer 2011 leitet er ein kyBoot Schuhgeschäft in Frauenfeld.